# Jiří Růžička
Jiří Růžička (* 8. Januar 1956 in Prag; † 20. Februar 1999 ebenda) war ein tschechischer Schauspieler und Drehbuchautor.

## Leben
Seine Mutter Helena Růžičková (1936–2004) war ebenfalls Schauspielerin. Bereits als Einjähriger war er im Film Bomba (1957) zu sehen, auch später spielte er Schulkinderrollen. Nach der Grundschule lernte er an der Wirtschaftsschule und war danach als Kaufmann tätig, widmete sich aber später hauptberuflich der Schauspielerei. Mit seiner fülligen Figur spielte er oft gutherzige junge Kerle in Märchen und Komödien, aber auch im dramatischen Genre, wie beispielsweise 1983 in den Die kleine Krankenschwester. In Deutschland wurde Růžička besonders mit seiner Darstellung des Küchenjungen in dem 1973 erschienenen Märchenfilm Drei Haselnüsse für Aschenbrödel bekannt.
Seit 1992 arbeitete er auch als Drehbuchautor. Zahlreiche gesundheitliche Probleme veranlassten ihn seit 1996 zu mehreren Krankenhausaufenthalten. Er starb im Februar 1999 im Alter von 43 Jahren. Jiří Růžička war verheiratet und hatte zwei Töchter.

## Filmografie (Auswahl)
- 1967: Franz stellt alles auf den Kopf (Zázračný hlavolam)
- 1968: Farářův konec
- 1968: Unsere verrückte Familie (Naše bláznivá rodina)
- 1973: Drei Haselnüsse für Aschenbrödel (Tři oříšky pro Popelku)
- 1974: Muž z Londýna
- 1975: Tak láska začíná
- 1975: Pomerančový kluk
- 1977: Wie man Dornröschen wachküßt (Jak se budí princezny)
- 1977: Hop – a je tu lidoop
- 1979: Die Märchenbraut (BRD), auch: Die schöne Arabella und der Zauberer (DDR) (Arabela)
- 1980: Wenn wir erstmal reich sind… (Co je doma, to se pocítá, pánové…)
- 1980: Požáry a spáleniště
- 1980: Svítalo celou noc
- 1980: Zabijačka
- 1981: Sing, Cowboy, sing
- 1982: Franzi, oh Franzi! (Fandy, ó Fandy)
- 1983: Die kleine Krankenschwester (Sestřičky)
- 1984: Mit dem Teufel ist nicht gut spaßen (S čerty nejsou žerty)
- 1984: Slunce, seno, jahody
- 1986: Velká filmová loupež
- 1988: Komu straší ve věži
- 1989: Slunce, seno a pár facek
- 1991: Slunce, seno, erotika
- 1992: Trhala fialky dynamitem
- 1993: Fontána pre Zuzanu 2
- 1995: Hořké léto